# Castello Dunstanburgh

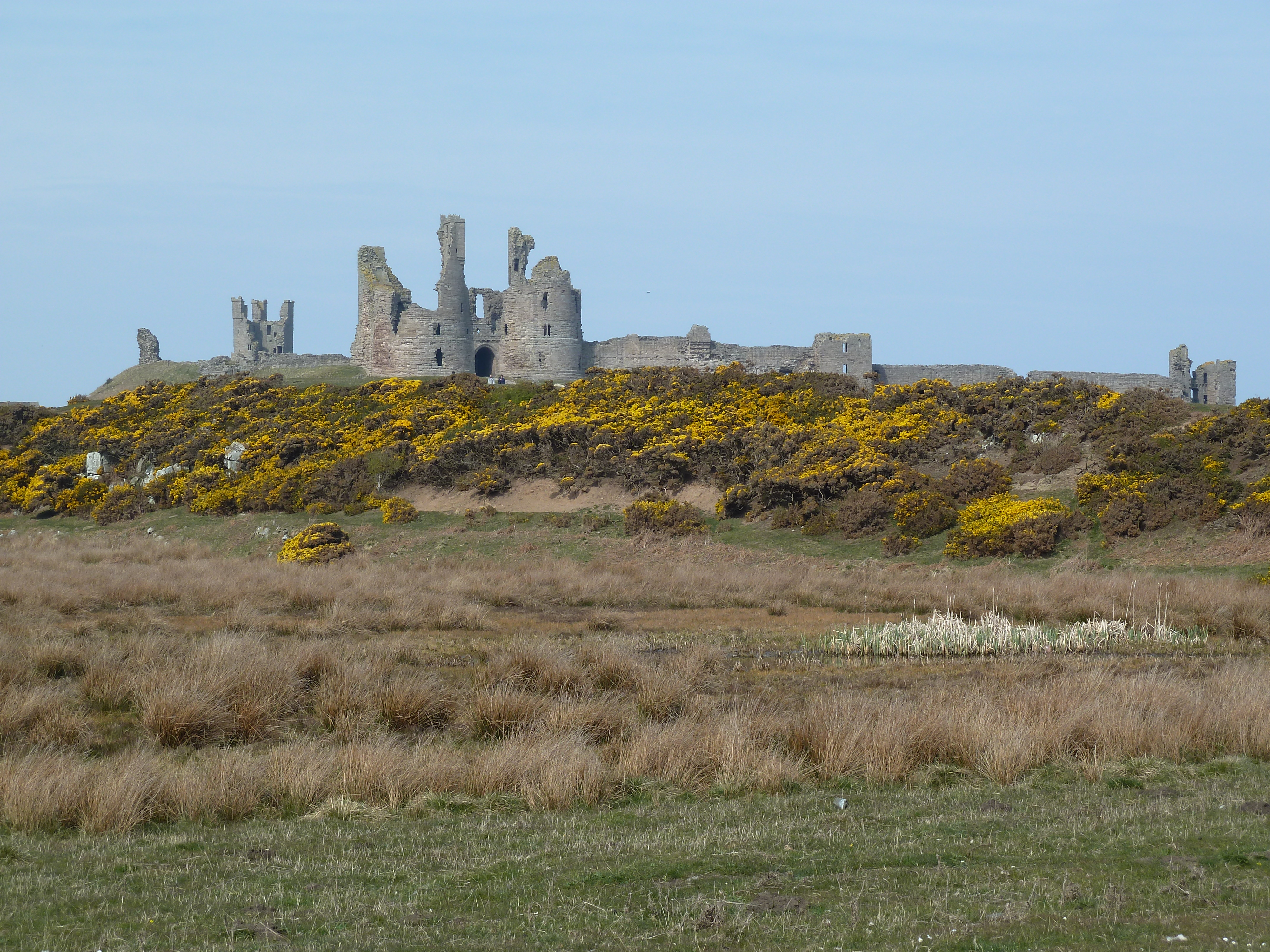
Veduta del castello

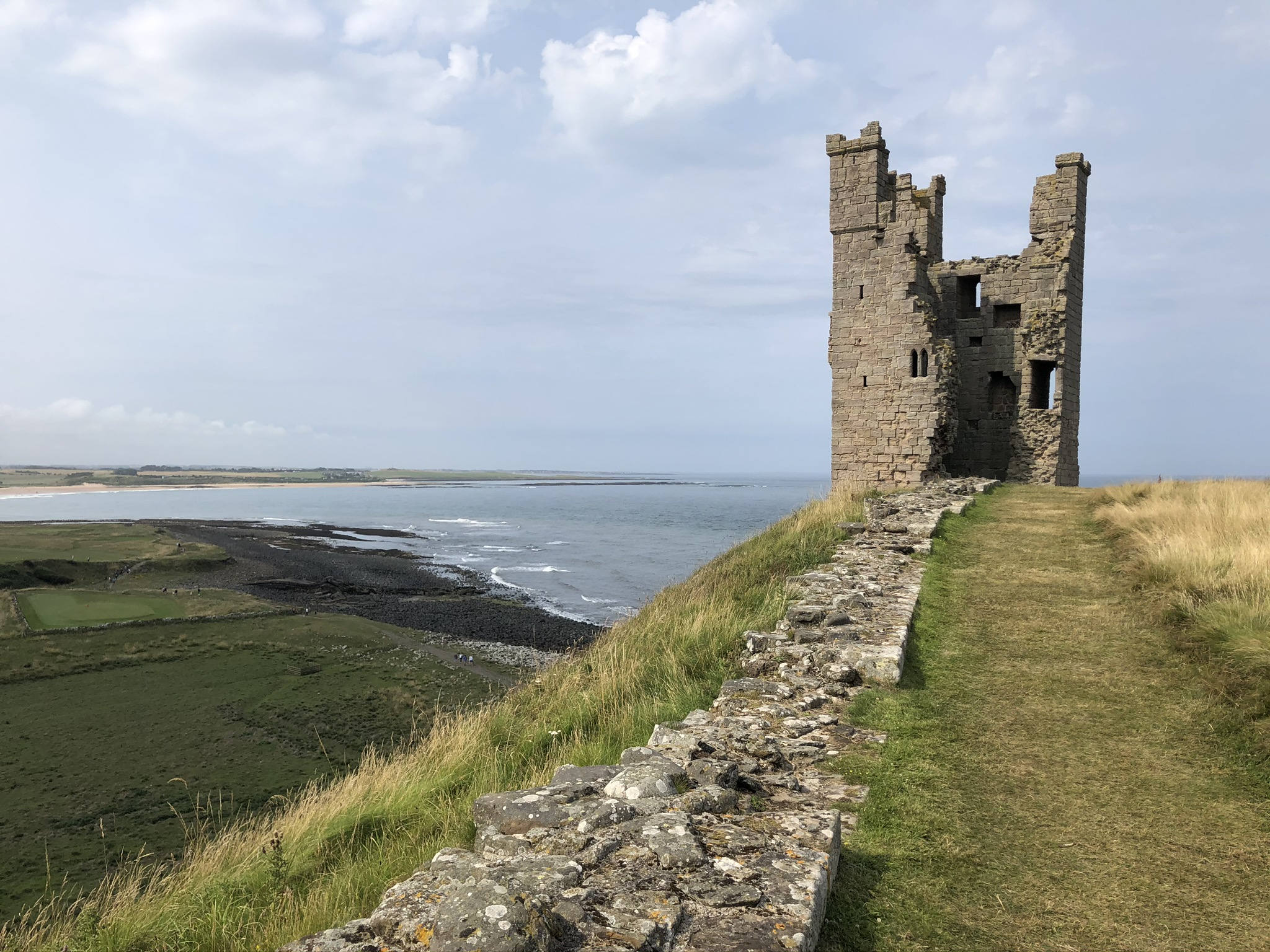
La torre "Lilburn"

Il castello Dunstanburgh (in inglese Dunstanburgh Castle) è un castello fortificato in rovina situato tra i villaggi inglesi di Craster ed Embleton, nella contea del Northumberland (Inghilterra nord-orientale), e costruito tra il 1313 e il 1319 per volere di Tommaso Plantageneto, II conte di Lancaster e ampliato tra gli anni sessanta e gli anni ottanta del XIV secolo.
L'edificio è gestito dall'English Heritage ed è classificato come castello di primo grado. Il nome del castello, Dunstanburgh, significherebbe "forte della città su un promontorio" e sarebbe formato dai termini dūn, "città", stan, "roccia", e burgh, "fortezza".

## Storia
Tommaso Plantageneto, II conte di Lancaster, che aveva ereditato un vasto territorio nel nord dell'Inghilterra, fece iniziare la costruzione del castello nella primavera del 1313, vale a dire tre anni prima di ricevere dal re la relativa concessione, dopo aver rifiutato l'invito di re Edoardo II d'Inghilterra, suo cugino, di unirsi a lui nella campagna in Scozia. Il castello fu costruito in un promontorio che ha in seguito rilevato dei precedenti insediamenti risalenti all'Età del Bronzo e all'epoca romana.
I lavori di costruzione non furono in alcun modo inficiati dalle incursioni scozzesi nella zona del 1314 e dalle carestie del biennio 1315-1317 e la costruzione del castello venne completata nel giro di circa sei anni. Pare che il suo costruttore lo vide realizzato una volta sola nel corso della sua vita, segnatamente nella primavera del 1319, quando si trovava di passaggio nei dintorni per partecipare all'assedio di Berwick.
Nel 1322, dopo la fallita rivolta di Tommaso Plantageneto contro suo cugino Edoardo II e la sua conseguente cattura, il castello Dunstanburgh venne requisito dal sovrano e occupato da quaranta soldati di cavalleria e da altrettanti hobelar.
Quarant'anni dopo, il castello Dunstanburgh venne ereditato da John di Gaunt, quarto e ultimo figlio di Edoardo III d'Inghilterra, che apportò nei successivi vent'anni delle modifiche allo struttura, modifiche che compresero, tra l'altro, l'aggiunta di una cinta muraria dell'altezza di 6,5 metri e dello spessore di 1,3 metri e la costruzione di una nuova entrata (realizzata nel 1383).
Il castello venne quindi abbandonato da John of Gaunt nel 1399. In seguito, durante la guerra delle Rose, nel XV secolo, l'edificio venne occupato dai conti di Warwick, prima che la struttura cadesse progressivamente in uno stato di rovina a cavallo tra il XV e il XVI secolo, nonostante alcuni lavori di ristrutturazione operati intorno al 1470.
Tuttavia, sebbene buona parte della struttura fosse in decadenza, a partire dal 1594 vi risiedette Alice Craster, prima che l'edificio venisse ceduto nel 1605 da re Giacomo I d'Inghilterra a Sir Ralph Grey.
Negli anni settanta del XVII secolo, le rovine del castello Dunstanburgh furono oggetto dei dipinti di artisti quali JMW Turner.
In seguito, il castello fu di proprietà dei conti di Tankerville, dai quali venne acquistato nel 1869 da Samuel Eyres di Leeds. Il castello fu quindi acquisito agli inizi del XIX secolo da Sir Arthur Sutherland, che, però non fu in grado di mantenere la struttura e la diede quindi in gestione nel 1929 all'Ufficio dei Lavori, pur rimanendone proprietario.
Il castello rivestì un'importanza strategica nel 1940, nel corso della seconda guerra mondiale, come punto di osservazione per le truppe britanniche durante l'invasione della Norvegia da parte delle truppe tedesche.
Nel 1969, Sir Ivan Sutherland, figlio di Arthur Sullivan, cedette il castello al National Trust. Nell'area furono quindi intrapresi nella seconda metà degli anni ottanta del XX secolo degli scavi ad opera degli studiosi dell'università di Durham.

## Architettura
Il castello Dunstanburgh si trova a sud-est di Embleton e a sud dei Dunstan Steads e si erge su un promontorio che si affaccia sulla baia di Embleton (Mare del Nord).
L'ingresso del castello è fiancheggiato da due possenti torri a pianta "D".